# Hermann Salomon (Leichtathlet)
Hermann Salomon (* 13. April 1938 in Danzig; † 11. Juni 2020 in Mainz) war ein deutscher Leichtathlet und Olympiateilnehmer. Nach seiner Sportkarriere war Hermann Salomon als Sportwissenschaftler (Arbeitsschwerpunkt Sportpädagogik) an der Johannes Gutenberg-Universität Mainz tätig.

## Leben und Wirken

### Aktiver Sportler
Hermann Salomon war Mehrkämpfer und Speerwerfer. Im Fünfkampf war er in den Jahren 1959, 1960, 1961, 1962 und 1964 Deutscher Meister. Im Speerwurf errang er den Meistertitel in den Jahren 1960, 1962, 1963, 1964, 1967 und 1968. 1959 und 1960 startete er für den Hamburger SV, danach für den USC Mainz.
Seine Bestweite von 83,48 m, erzielt am 22. Juni 1968 in Paris, war deutscher Rekord.
Im Speerwurf nahm er von 1960 bis 1968 an den Olympischen Spielen teil, sowie 1962 und 1966 an den Europameisterschaften. 1960, 1962 und 1968 wurde er jeweils Zwölfter, erreichte aber nicht den Endkampf.

### Lehre
An der Johannes Gutenberg-Universität Mainz war er von 1968 bis 1978 als Studienassessor und nachfolgend bis zu seiner Emeritierung im Jahr 2003 als Professor für angewandte Sportpädagogik tätig.
Die auf Initiative von Berno Wischmann 1974 in Mainz gegründete Auslandstrainerschule des Deutschen Leichtathletik-Verbandes (heute Internationale DLV-Akademie) leitete er von 1984 bis 1995 und gab dort bis 2015 noch selbst Unterricht.

## Ehrungen
Hermann Salomon erhielt 1971 den Rudolf-Harbig-Gedächtnispreis.

## Werke
- Der Speerwurf : Technik, Training, Wettkampf. Bartels und Wernitz, Berlin, München, Frankfurt/M. 1971.DNB 458799637